# Nashville SC
Der Nashville Soccer Club, kurz Nashville SC, ist ein Franchise der Profifußball-Liga Major League Soccer (MLS) aus Nashville im US-Bundesstaat Tennessee.

## Geschichte

### USL
Die Gründung des Nashville Soccer Clubs wurde am 19. Mai 2016 bekannt gegeben. Die Eigentümergruppe DMD Soccer LLC bestand aus David Dill, Geschäftsführer des Gesundheitsunternehmens LifePoint Health, Christopher Redhage, Mitgründer der Softwarefirma ProviderTrust und dem ehemaligen Fußballspieler Marcus Whitney, der mittlerweile Vorsitzender einer Stiftung zur Förderung von Innovation im Gesundheitsbereich ist. Außerdem war Whitney bereits Präsident des ehemaligen Fußball-Amateurklubs Nashville FC.
Bevor der Name Nashville SC feststand, übernahm bereits sämtliche Rechte an Logo und Mannschaftsname von Nashville FC, welche 2016 ihren Betrieb in der National Premier Soccer League einstellten. Die Verantwortlichen des NFC bekamen dafür ein Prozent der Anteile an dem neuen USL-Franchise aus Nashville und einen Platz im Vorstand. Im September 2016 wurde das Franchise als Nashville Soccer Club bezeichnet.
Am 4. März 2017 erwarb John Ingram, bzw. die Nashville Holdings LLC, einen großen Anteil an der DMD Soccer. Ingram war der größten Unterstützer eines MLS-Franchises in Nashville und wollte somit im kommenden Bewerbungsverfahren für einen weiteren Platz in der Major League Soccer bereits ein Franchise vorweisen können. Am 20. Dezember 2017 erhielt Nashville den Zuschlag als 24. Franchise der MLS ab der Saison 2019 oder 2020 teilnehmen zu dürfen.
Am 12. April 2017 wurde der Engländer Gary Smith als erster Trainer und Technischer Direktor verpflichtet.
Seinen ersten Auftritt hatte die Mannschaft am 10. Februar 2018 in einem Freundschaftsspiel gegen Atlanta United. Das Spiel ging mit 1:3 verloren. Am 17. März 2018 gab Nashville sein Debüt in der United Soccer League. Dieses endete mit einer 2:0-Niederlage gegen den Louisville City FC. Erst am dritten Spieltag erzielte man den ersten Pflichtspielsieg. Das erste Tor in der Geschichte des Franchises erzielte der kanadische Fußballspieler Michael Cox bei dem 1:0-Sieg gegen den Bethlehem Steel FC.
Im Lamar Hunt U.S. Open Cup 2018 erreichte die Mannschaft das Achtelfinale, wo man gegen den Louisville City FC unterlag.

### MLS
Im August 2016 formierten sich führende Geschäftsleute der größten Unternehmen der Stadt Nashville und gründeten das Nashville MLS Organizing Committee. Hierüber wurde die Planung und Organisation eines möglichen Beitritts zur Major League Soccer und dem Bau eines Fußballstadions gesteuert. Diese Gruppe wurde von William F. Hagerty, der später Botschafter der USA in Japan wurde, angeführt. Beide Gruppen unterstützten sich gegenseitig um den Fußball in Nashville voranzutreiben.
Im Januar 2017 wurde ein formales Gebot an die Major League Soccer abgegeben, um ein Franchise in der Liga zu bekommen. Am 4. März 2017 kaufte der Geschäftsmann John Ingram über die Nashville Holdings LLC den Hauptanteil an der DMD Soccer, welche Eigentümer des Nashville SC sind. Daraufhin folgte Ingram den Plänen für ein neues MLS-Franchise. Im August 2017 kamen Mark Wilf, Zygi Wilf und Leonard Wilf als weitere Investoren dazu. Im Oktober 2017 gab die Gruppe die Pläne für den Bau eines Stadions bekannt, welche die Stadt einen Monat später genehmigte.
Am 20. Dezember 2017 erhielt Nashville offiziell den Zuschlag für ein weiteres Franchise der MLS. Am 20. Februar 2019 erhielt das Franchise den Namen Nashville SC. Das USL Championship Team unter demselben Namen wird zu Beginn der ersten Saison des MLS-Klubs aufgelöst. Im August 2019 wurde mit dem deutschen Mittelfeldspieler Hany Mukhtar der erste Designated Player der Franchisegeschichte verpflichtet.
Der Nashville SC wurde in die Western Conference gruppiert und startete mit einer 1:2-Niederlage gegen Atlanta United in die Saison 2020. Nachdem auch das zweite Spiel verloren gegangen war, wurde die Spielzeit aufgrund der COVID-19-Pandemie im März unterbrochen. Anfang Juli wurde die Spielzeit mit dem MLS-is-Back-Turnier wieder aufgenommen. Dabei wurden alle Spiele als Geisterspiele im Champion Stadium, das zum Walt Disney World Resort in der Nähe von Orlando, Florida gehört, wieder aufgenommen. Dabei wurden alle Ergebnisse in die Tabellen der jeweiligen Conferences und in die Gesamttabelle übernommen. Die Mannschaften wurden auf Grundlage der Conferences in fünf 4er- und eine 6er-Gruppe aufgeteilt. Da beide Conferences mit 13 Franchises über eine ungerade Teilnehmerzahl verfügten, wechselte der Nashville SC als jüngstes Franchise bis zum Saisonende in die Eastern Conference. Kurz vor dem Turnierbeginn musste der Nashville SC allerdings aufgrund positiver Coronafälle wie auch der FC Dallas die Teilnahme absagen. Um die verpassten 3 Spiele auszugleichen, trat die Mannschaft 3 zusätzliche Male während der regulären Saison, die im August wieder aufgenommen wurde, gegen den FC Dallas an, wobei auch der erste MLS-Sieg der Franchisegeschichte gelang. Der Nashville SC schloss seine Debütsaison schließlich mit 32 Punkten auf dem 7. Platz der Eastern Conference ab, was in der Gesamttabelle den 14. Platz bedeutete. Da die Eastern Conference nun über 14 und die Western Conference nur über 12 Mannschaften verfügte, wurde im Osten mit den Mannschaften der Plätze 7 bis 10 ausnahmsweise eine Play-in-Runde um den 7. und 8. Play-off-Platz durchgeführt. Dabei besiegte die Mannschaft Inter Miami und rückte mit einem weiteren Sieg gegen den Toronto FC bis ins Conference-Halbfinale vor, in dem man gegen die Columbus Crew ausschied.
Durch den Beitritt des Austin FC wurde der Nashville SC zur Saison 2021 dauerhaft der Eastern Conference zugeordnet. Die Mannschaft belegte in der Eastern Conference den 3. Platz und zog damit in die Play-offs ein. Nach einem Sieg gegen Orlando City schied man im Conference-Halbfinale gegen Philadelphia Union aus.
Da zur Saison 2022 der Charlotte FC der Liga beitrat, wechselte der Nashville SC wieder in die Western Conference, sodass beide Conferences über 14 Mannschaften verfügen.
Durch die Aufnahme von St. Louis City wechselte der Nashville SC zur Saison 2023 wieder in die Eastern Conference. Im Sommer 2023 erreichte Nashville das Finale des Leagues Cup gegen Inter Miami, welches das Franchise aus Florida mit ihrem Superstar Lionel Messi nach einem langen Elfmeterschießen mit 10:9 gewann. Nach der regulären Spielzeit hatte es 1:1 gestanden.

## Spieler und Mitarbeiter

### Aktueller Profikader
Stand: 16. Oktober 2023
| Nr. |                    | Position | Name              |
| --- | ------------------ | -------- | ----------------- |
| 1   | Vereinigte Staaten | TW       | Joe Willis        |
| 2   | Vereinigte Staaten | AB       | Daniel Lovitz     |
| 3   | Kanada             | AB       | Lukas MacNaughton |
| 4   | Vereinigte Staaten | AB       | Nick DePuy        |
| 5   | Vereinigte Staaten | AB       | Jack Maher        |
| 6   | Vereinigte Staaten | MF       | Dax McCarty       |
| 7   | Haiti              | ST       | Fafà Picault      |
| 8   | Costa Rica         | MF       | Randall Leal      |
| 9   | England            | ST       | Sam Surridge      |
| 10  | Deutschland        | MF       | Hany Mukhtar      |
| 11  | Vereinigte Staaten | ST       | Ethan Zubak       |
| 12  | Vereinigte Staaten | ST       | Teal Bunbury      |
| 13  | Vereinigte Staaten | AB       | Joey Skinner      |
| 14  | Kanada             | ST       | Jacob Shaffelburg |
| 16  | England            | AB       | Laurence Wyke     |

| Nr. |                    | Position | Name              |
| --- | ------------------ | -------- | ----------------- |
| 18  | Vereinigte Staaten | AB       | Shaq Moore        |
| 19  | Vereinigte Staaten | MF       | Alex Muyl         |
| 20  | Panama             | MF       | Aníbal Godoy      |
| 21  | Vereinigte Staaten | AB       | Ahmed Longmire    |
| 22  | Vereinigte Staaten | AB       | Josh Bauer        |
| 23  | Vereinigte Staaten | AB       | Taylor Washington |
| 25  | Vereinigte Staaten | AB       | Walker Zimmerman  |
| 26  | Vereinigte Staaten | MF       | Luke Haakenson    |
| 27  | Kamerun            | MF       | Brian Anunga      |
| 29  | Vereinigte Staaten | MF       | Nebiyou Perry     |
| 30  | Vereinigte Staaten | TW       | Elliot Panicco    |
| 54  | Vereinigte Staaten | MF       | Sean Davis        |
| 67  | Vereinigte Staaten | TW       | Ben Martino       |
| 77  | Vereinigte Staaten | ST       | Adem Sipić        |
| 91  | Frankreich         | MF       | Kemy Amiche       |

Cheftrainer: Gary Smith

## Stadion
Die Heimspiele wurden zunächst im First Tennessee Park ausgetragen. Das 10.000 Zuschauer fassende Baseball-Stadion dient eigentlich als Heimatstätte des Minor League Teams Nashville Sounds. Während der Saison 2018 wurden einige Spiele auch im Nissan Stadium ausgetragen. Zur Saison 2020, der ersten in der MLS, zog die Mannschaft in das Nissan Stadium.
Im Mai 2022 erfolgt der Umzug in den neuerbauten Geodis Park, der 30.000 Zuschauer fasst.

## MLS-Organisation

### Eigentümer
Haupteigentümer ist der Geschäftsmann John R. Ingram. Weitere Eigentümer sind Zygi Wilf, welcher Haupteigentümer der Minnesota Vikings ist, Mark Wilf und Leonard Wilf.

### Management
Als CEO wurde der ehemalige CEO des FC Liverpool, Ian Ayre, benannt. Mike Jacobs wurde als General Manager am 30. Oktober 2018 vorgestellt. Jacobs arbeitet weiterhin als General Manger für den Nashville SC in der USL Championship.